# 持續狩獵史萊姆三百年，不知不覺就練到LV MAX
《持續狩獵史萊姆三百年，不知不覺就練到LV MAX》是日本作家森田季節的輕小說作品，2016年6月至2021年11月在成為小說家吧上連載，共867話，完結同月從該網站上刪除。2017年1月起經GA Novel發行單行本，插畫由紅緒負責。改編漫畫於《GANGAN ONLINE》連載，由作畫。截至2021年3月，系列累積發行超過200萬本。

## 故事概要
過勞死的OL相澤梓在異世界轉生成不老不死的魔女，三百年來每日持續狩獵史萊姆，不知不覺到了LV MAX後，開始有很多聽到傳聞的人來訪。

## 登場角色

### 主要角色
相澤梓 / 亞梓莎・埃札瓦（聲：悠木碧）
外号「高原的魔女」，外貌是17岁的少女，性格是遠大於外貌年齡的沉穩冷靜，特殊能力為魔女系永久不老不死。
前世是日本OL相澤梓 ，每天都在辛劳工作，最高紀錄連續50天出勤沒有休假，也就是所謂的社畜。苦命的她在27岁时过劳死亡，梅嘉梅加神可怜她的不幸而以现在姿态转生到异世界。把前世的姓名（Aizawa Azusa）倒轉過來，以“亞梓莎・埃札瓦”（Azusa Aizawa）之名開始新的慢活人生。
平常住在王國北面楠泰爾州弗拉塔村旁的高原上，成天过着慢活的悠闲生活，務農、採集药草變賣、打倒附近毫無威脅的史莱姆（和平的弗拉塔村周圍只有史萊姆這種魔物出沒），並用打倒史萊姆得來的魔法石到村裡冒險者公會換取生活費，就这样过了三百年。三百年間以每天平均打倒25隻的程度持續不間斷地狩獵史萊姆，加上「增加獲得經驗值」的特殊能力加持，在本人不知情下就練到LV.99的等級上限值。
因时常帮村民治病并阻止了数次瘟疫，很受村民尊敬與愛戴，被視為弗拉塔村的守護者，更被村民們尊称為「高原的魔女」。
因為崇尚悠闲生活，不太願意卷入別人的麻煩當中，但又會因為怜悯對方而出手相助。
由於上世是過勞而死，所以本人不會、亦十分反對別人加班、熬夜或過份勉強地工作。
把法露法、夏露夏和桑朵菈認作女兒，對打算（即便只是威脅）傷害女兒和弟子們的人會毫不留情全力擊倒。
對於自己雖然不會老也不會死的身體本身沒有意見，但是偶爾還是會在意胸圍的大小。
後來因協助了梅嘉梅加神有功，被梅嘉梅加神施予了祝福，得到了神級的力量，能力突破了人類滿級（LV.99）的界限。
萊卡（聲：本渡楓）
红龙族，可以化身作人型，外貌是国中少女。三百歲。有一個出嫁的姐姐蕾拉。擅長木工，可以把弄毀的房子修好並擴建。
原本是楠堤尔州、红龙族中最强，听到「高原的魔女」的消息后赌上最强名号前往挑战，最後完敗給亞梓莎。因戰鬥中誤毀了亞梓莎的房子，在賠償道歉後成为對方的第一個弟子，很尊敬打敗了自己的亞梓莎。
因最强之龍成了亞梓莎的弟子的消息傳開來，偶然令打算挑戰亞梓莎的人變少了。
相當的擅長料理，但總是搞錯能吃得下的份量，煮出过多的食物，但後續亞梓莎家人陸續增加後就沒這個問題了。
很嫉妒佩克菈和芙拉托緹對亞梓莎過於親密的行為，甚至要和芙拉托緹決鬥，但最後都是打打鬧鬧而已，並沒有真的開打的意思。
在龍王戰的女子組的決賽中，因曾獲得過西洋棋比賽的亞軍，憑此輕鬆擊敗對手成為了龍王。
外傳《紅龍女子學院》的主角，是個校園優等生兼風雲人物。
法露法（聲：千本木彩花）、夏露夏（聲：田中美海）
史莱姆精靈姐妹，藍髮的法露法是姐姐，綠髮的夏露夏是妹妹。外貌是10岁小女生，實際年齡為50歲。
是300年间被亞梓莎干掉的史莱姆的幽灵聚合而生，因亞梓莎而誕生，從而視亞梓莎为「媽媽」，喜歡對亞梓莎撒嬌。
法露法活潑好動，擅長數學。夏露夏沉默寡言，擅長歴史和神學。二人都很聰明，曾就自己擅長的主题發表過論文，在人類學者之間受到很高的評價。
起初夏露夏因怨恨而打算殺死亞梓莎，法露法因不想「媽媽」被殺死而向亞梓莎透露妹妹的行動。夏露夏為了復仇苦練出只對亞梓莎有效的『破邪「高原的魔女」』魔法，但由於她的破邪魔法太過於針對亞梓莎，對其他人無效而被輕易打敗。之後因魔力耗盡，暫時無法使用破邪魔法，再加上亞梓莎和姐姐的勸解而釋懷，並把亞梓莎認作「媽媽」。變得親近後，很後悔當初打算殺死亞梓莎，但亞梓莎壓根沒放在心上，一樣疼愛她與法露法。
哈爾卡拉（聲：原田彩楓）
金发巨乳的森之精灵，本人自稱17歲又2500個月（也就是225歲），天然呆兼有點冒失，經常都闖禍，但意外地很有經營頭腦，也很熟悉植物和蘑菇的知識，但不能活用，因此常常誤食有毒蘑菇，甚至亞梓莎也曾受害，但本人卻似乎沒有自覺。
以為自己製作的「營養酒」毒害了别西卜而被惡魔别西卜追緝。族人為免受牽連而把她趕出村，走投無路之際，聽到「高原的魔女」的傳聞而來向亞梓莎求助。亞梓莎無奈地收為弟子以作庇護。
在亞梓莎與別西卜交手和對談後，發現只是一場誤會，重新開始生產「營養酒」和其他酒類，也继续作為亞梓莎的弟子住了下來。
第一次覲見魔王佩克菈時，因一連串冒失行為而把魔王打昏，被誤當成刺客，在亞梓莎一番周旋下才獲救。
后来在佩克菈生日时成功获得了在魔族领域开店的 地契。
別西卜（聲：沼倉愛美）
上级恶魔，白色长发有角的御姐，年龄约3000岁，魔界现任农业大臣，別號「蒼蠅王」，實力十分强悍，僅次於亞梓莎和佩克菈。能夠化為蒼蠅。常以「妾身」自稱。為人可靠而且幾次幫助了亞梓莎，被亞梓莎私下當成姐姐仰慕著。
一开始被傳因受哈爾卡拉的「營養酒」毒害而追緝她，一度化為蒼蠅跟在哈爾卡拉身邊，不現身而只偷喝「營養酒」直到被亞梓莎發現。之後道出通緝一事只是誤會，實際上她只因工作過勞而身體抱恙，「追緝」哈爾卡拉只是因為太喜歡她製作的「營養酒」，但哈爾卡拉卻突然停產，所以才打算設法讓她重新開始製作。
現出真身後，挑戰亞梓莎以令她交出哈爾卡拉，因亞梓莎忘記了自己曾為高原的家和弗拉塔村設下的魔族結界，令別西卜偶然撞上結界而落敗，之後由亞梓莎用治癒魔法恢復。
其後與亞梓莎成了朋友，常常來高原的家作客，也教她了召喚恶魔的魔法，但因為亞梓莎唸咒語發音不準每次都把召喚地點落在家中的浴缸里。
很喜歡小孩子，因此很喜歡精靈姐妹，作客時常常帶禮物給她們，甚至請求亞梓莎給她把姐妹們當養女，但被拒絕。
原本是平民出身，被現任魔王佩克菈在登基儀式上強行任命為農業大臣並授予宅邸跟庭院，但由於宅邸太大而且其本身性格不想麻煩他人故未雇用任何女僕維持整潔，導致她只使用一樓的部分廳舍，而二樓與三樓變成儲物室且積滿灰塵。宅邸後方的庭院有著一片不知邊界在哪的茂密森林，森林中居住著各種未知的植物與野獸而變成相當危險的區域，同時也因為森林太過於遼闊，連她自己也沒有把握能走出來。
外傳《做了1500年的公務員，屈服於魔王當上大臣了》的主角。她原本是在農業政策機構就職了1500年、打算從此終老的下級公務員。其父母在家鄉經營水果店。
佩克菈（聲：田村由香里）
現任魔王，全名「普羅瓦托．佩克菈．埃莉耶思」。頭上長角的幼女，留著一頭金色齊肩短髮，生日派对时会像偶像一样唱歌跳舞。
喜歡捉弄人，想找到一位比自己強大的人來撒嬌。
在迎見亞梓莎一行人時，因哈爾卡拉的冒失行為而一度昏迷，哈爾卡拉因此被囚禁。
醒來後因想看看亞梓莎的實力，故意以「釋放哈爾卡拉」為條件挑戰亞梓莎，因偶然說出威脅哈爾卡拉生命的言論，使亞梓莎認真將其擊敗。落敗後，將亞梓莎當做姐姐撒嬌，並要求她對自己的命令要強勢點，不然不會接受。

### 高原的家
亞梓莎・埃札瓦
詳見『主要角色』。
萊卡
詳見『主要角色』。
法露法、夏露夏
詳見『主要角色』。
哈爾卡拉
詳見『主要角色』。
芙拉托緹（聲：和氣杏未）
藍龙族，可以化身人型，外貌是高中少女。藍龙族與红龙族為仇敵（其實只是藍龙族單方面的敵視，红龙族則只當對方是一群肌肉笨蛋）。常常帶領藍龙族找红龙族的碴，被红龙族稱為「藍龙族的搞事女王」。
不太喜歡穿衣服，經常在狩獵時嫌衣服礙事而脱光。
單身超過400年，一直很渴望能和心儀的龍結婚，已追求好幾條龍，但因對方知道她是常常找红龙族碴的帶領者，而好幾次被拒絕。對萊卡的姐姐蕾拉結婚很嫉妒，因而率領一部分藍龙族到婚禮會場，和红龙族的領地洛克火山搗亂。
因攻擊危及亞梓莎女兒們的安全，以及襲擊手法令亞梓莎感到不快，而被亞梓莎出手打倒。之後在亞梓莎和別西卜的威脅下，被迫簽下藍龙族不再與红龙族争鬥的條約，以及被萊卡要求一大筆賠償費，在還清前要滯留在红龙族的領地。經常被亞梓莎唸錯名字（例如芙拉芙拉緹、芙拉芙拉達多、可可拿鐵（ココアラテ）等）。
之後為防違反條約，被魔王佩克菈強制喚來讓亞梓莎對她進行支配的儀式（讓亞梓莎觸摸她的龍角），因為被支配了而必須在高原的家住下。一度因為藍龙族的规矩而只在亞梓莎給指示時才行動，其他時侯則呆站着。在亞梓莎給出「可以自由地生活」的指示後，才開始自由活動，因為亞梓莎的溫柔而把她當成媽媽，起初常常與萊卡爭鋒吃醋，後來因喜好相近，關係漸漸變好。
食量驚人，對於好吃的東西來者不拒，時常因為狼吞虎嚥的樣子而被萊卡訓斥，但她依然故我。
對音樂很有研究，也有很高的演唱水平，對別人創作的音樂很嚴厲，很熟悉世界上的吟遊詩人的事。
羅莎莉（聲：杉山里穗）
地縛靈。生前為某商人的千金，被父親欺騙以為要嫁給別的貴族，實為把她賣給了娼寮，發現被騙後自殺，化為幽靈。盤踞在哈爾卡拉選作工廠的大屋里，常常作祟嚇跑住客和屋主。
被亞梓莎請來的別西卜抓住後，被亞梓莎提議到她家裡住，感激之餘，尊敬的稱呼亞梓莎為「大姐頭」。
因為是地縛靈，所以必須附身在其他人（例如哈爾卡拉）身上，才能轉移到亞梓莎的家。可能因為相性太好，附身在哈爾卡拉身上後一度不能分離，在多番嘗試後，亞梓莎她們把羅莎莉弄醉，再丟到水里，才成功使二人分離。
分離之後已經除去地縛靈身分變成浮游靈，可以自由的去自己想去的地方，在村裡起初因為是幽靈，而且是鬧鬼主因的她，因為這原由不被村民所接受，之後改邪歸正經常幫忙村民的關係才改觀。
在經過訓練之後可以用念動力移動物品。
因擅长吐槽，和「莎莎·莎莎王國」的女王「姆姆·姆姆」是好朋友。
桑朵菈（聲：小倉唯）
世間極罕見活了三百年以上的智慧曼德拉草且已化為人形，能自主在地底下快速移動和說話，有點傲嬌的性格，對事物的評論稍微毒舌。外貌是長髮且可愛的幼女姿態。原本生活在別西卜的庭園裏，後隨亞梓莎搬家至高原上居住。
因為魔女經常會抓曼德拉草當藥材，本能上很畏懼魔女，最初看到亞梓莎時立刻就嚇得逃跑了。也很厭惡會採摘植物的森之精灵。
在被艾諾和眾多魔女尋找時，被亞梓莎保護了起來，而為了平息這場風波，雖然身體為根部不能給予，但頭上的葉子可以再生，於是自願把頭上的一片葉子給了艾諾做研究，並向艾諾表示不准再對她動歪腦筋。
此后跟上了亞梓莎，被她命名為「桑朵菈」，並當成自己的第三個女兒，但本人并不是很认同。
頭上有著三枚葉子，而身體是由根部變成的，所以她表示待在鬆軟且富含營養的土裡會比待在陸地上舒服。
平時由法露法、夏露夏教授讀寫。
用身為植物的豐富知識，幫助亞梓莎改善了她菜園中栽種的蔬菜品質，並成功讓討厭蔬菜的法露法與夏露夏對蔬菜改觀。
不需進食，只需要適當的水、土壤跟充足的陽光即可解決生理需求。

### 魔族領地
普羅瓦托．佩克菈．埃莉耶思
現任魔王，詳見『主要角色』。
別西卜
魔界现任农业大臣，詳見『主要角色』。
法托菈（聲：伊藤美來）、瓦妮雅（聲：小澤亞李）
上位魔族利維坦姐妹，法托菈是姐姐，瓦妮雅是妹妹。接送貴賓時，二人輪流分別負責接送和招待，其中一位會變回原來的巨獸模樣作飛行接送，另一人化身人型，招待貴賓在飛行時的起居飲食。
法托菈是別西卜的秘書，為人認真，以完美完成任何工作為目標，出現一點失誤就會很受挫失落。對妹妹不認真工作很不滿，經常對此有微言。
瓦妮雅是秘書輔助。料理能力不比姐姐差，但常常不認真工作，偷懶時常被姐姐或上司別西卜抓包。
武道家史萊姆／武史萊（聲：伊藤彩沙）
武道家的史萊姆，在以人形活動時化名為「武史萊」。通過鍛鍊並改變形體變成人形，而不是用魔法。
到處流浪的武道家，喜歡進行武者修行也很愛錢，对金钱有着很大的执着，所以到處參加武道大會，希望拿到獎金。因為勝績亮眼，在武道大會中很有名，被稱為「獎金女王」。
亞梓莎和別西卜為了找到武史萊而參加了武道大會。途中，別西卜正好碰上武史萊，別西卜一招就把武史萊秒殺。之後，被別西卜要求幫忙教法露法變成人形的方法，法露法也順利變回人形。
大會後，武史萊請求亞梓莎收自己為徒弟，希望一學她的武術。問及為什麼不找擊敗她的別西卜，答說是礙於別西卜的魔族身份。亞梓莎拒絕後，轉而請求切磋，正打算攻擊亞梓莎時，感受到多年來被亞梓莎所殺掉的史萊姆的怨恨，被亞梓莎危險的氣息嚇暈。
正好別西卜來到，亞梓莎就向別西卜提議收武史萊為徒。
擅长的招式为「下段強踢（ゲダンキョウキック）」。
朋德莉（聲：大野柚布子）
不死的半貓人尼特族，自稱「墳場警備員」。非常堅持絕對不勞動的原則，所以什麼都不幹，只住在墳場旁的小屋裡自己做遊戲來玩，但常時覺得孤單，附近的村民有時會被送來快要腐敗的食物給她。
成為不死族純粹是個意外，原本的死因是因為懶到忘了進食所以餓死，但在奇妙的月光照射下回歸。
不死族會由魔族帶到魔界管理，不務正業的不死族會被魔族安排消滅淨化。
別西卜進行不死族的搜查時，從村民的描述發現朋德莉其實是不死族。別西卜威脅要把不工作的朋德莉帶到教會進行淨化。
正在苦惱時，隨行的亞梓莎提議在魔界經營遊戲公司，給魔族製造遊戲，自己也可以繼續玩遊戲，也算的上是在工作。得到別西卜認可而避免了被淨化。
諾索尼婭
绿棉虫的魔族。一開始因為蝴蝶翅膀被誤會成小仙子。
習性很像蝴蝶，小時候是青虫，長大成年就長出蝴蝶翅膀。喜歡喝花蜜，看到植物型生物或魔物會本能的想吃掉，因此看到桑朵菈時也想嘗一口。
230年前還是青虫時跟父母到弗拉塔村旅行，獨自一人時不小心掉到水洼裡，因為那時身型只到七公分而差點淹死，幸得亞梓莎救起。
50年前剛成年時，成立了一家服饰事務所。
等到能獨自生活時，決定向亞梓莎報恩。來到高原的家時自稱是「旅人」，想借宿一星期，期間通宵為亞梓莎和女兒們做衣服。完成後向亞梓莎道出身份和報恩的事，並正式道謝。

### 精靈
法露法、夏露夏
史莱姆精靈姐妹，詳見『主要角色』。
悠芙芙（聲：茅野愛衣）
水滴精靈，充滿母性的氣質，對眾多精靈來說像姐姐或媽媽的存在。
透過風之精靈知道「高原的魔女」和新誕生的精靈姐妹的事，邀請她們來参加精靈派對，並想見一下作為法露法和夏露夏媽媽的亞梓莎。
和亞梓莎交談後，看出她在這個世界沒有媽媽，自願作為她的媽媽，讓她把自己叫作「悠芙芙媽媽」。因為她的母性氣質，亞梓莎欣然接受了。
經常很偶然的出現在亞梓莎附近，喜歡把亞梓莎抱到自己的懷裡。因為是亞梓莎的媽媽，所以也自稱是法露法、夏露夏和桑朵菈的外婆。
丘麗娜（聲：石見舞菜香）
水母精靈，流浪的畫家，能夠管理水母的活動。
性格如同水母一樣隨波逐流，因此成為流浪畫家，到處尋找畫作的題材，也會找人當畫模。
畫風極其阴暗，意在将人心和世間的丑陋都揭示出来，畫作會使观者的心情漸漸低落下來。
蜜絲香緹（聲：田所梓）
松之精靈，在塔金村有一座自己的神殿，會收集信仰。作為松之精靈，因松樹有祈願愛情和友情長久美滿的意義，所以也是見證婚禮的精靈。
接受一切到神殿來祈求愛情和友情的情感，甚至連自戀也承認。與塔金村的婚介合作，在松之精靈神殿接受來訪情侶的祈求，為有意結婚的情侶舉辦婚禮，同時為他們的愛情長久美滿祈願祝福。
但人們對松之精靈的信任漸漸減少，神殿漸漸沒有收入。亞梓莎來訪時，求她在這裏申辦婚禮，希望因為「高原的魔女」的名號可以帶來來訪者，為神殿吸引信仰者和香油錢。
希洛娜
在法露法和夏露夏離開貝爾哥麗亞森林去找亞梓莎後，從被冒險者幹掉的史萊姆的幽靈聚合而誕生的第三個史萊姆精靈，把法露法和夏露夏原本的家改建了並住在那裡。自稱「阿黛爾邊境伯希洛娜」。
喜歡飼養白色的動物、使用白色的東西，會使用冰魔法。跟魔史萊學習魔法，正在當冒險者。
知道法露法和夏露夏同是史萊姆精靈，視她們為姐姐。因為誕生原因不同，所以不認亞梓莎為媽媽。但也因為亞梓莎是法露法和夏露夏的媽媽，願意稱她為「義母」。
汪喵可
月之精靈，在納斯庫提鎮開了臨時的占卜攤位，用自創的月之歌謠增強月之力量為人占卜。
偶爾看到一家天體占卜店，有了當占卜師的想法。向占卜師學習占卜，因為喜歡在旅行時哼歌，想到了用自創的歌謠結合占卜技術自創流派為人占卜。
對於自己月之精靈的身份感覺很微妙，不清楚自己和月亮有甚麼連繫，也不像地、水、火、風、雷這些基本精靈那麼簡單易懂。連悠芙芙、蜜絲香緹這些有一定閱歷的精靈都不清楚月之精靈所謂何物。
遇到亞梓莎之前，一直沒有與其他精靈交流過，不知道「世界精靈會議」的存在。

### 紅龍族
蕾拉（聲：中村櫻）
萊卡的姐姐，已婚，跟萊卡有十分深厚的手足之情。
外傳《紅龍女子學院》時擔任學生會長。私生活十分糟糕。

### 莎莎·莎莎王國
姆姆·姆姆（聲：矢野妃菜喜）
失落王國「莎莎·莎莎王國」的國王，死後化為惡靈。王國所有人都因為感染了一個調查隊帶來的不明疫病而病逝，一下子王國就滅亡了，上至國王、下至臣民，大部分人都化為惡靈。
王室的肉體在死後會被保存，安放在棺材裡，因此可以暫時回到自己的肉體上，用靈魂的力量操縱肉體活動。也因此不像其他臣民，基本上可以自由進出王國。
雖然如此，本身卻不多走出王國，只窩在靈廟裡，並把寢室周圍改造成迷宮、加上陷阱，單純為了打發時間。
很喜歡搞笑。會說古老的「神聖王國語」（和日本的關西腔有點相似），但因為現在的臣民都只懂「標準王國語」，所以很難與人溝通，於是乾脆窩在靈廟裏不出來。
因為現在的臣民覺得「神聖王國語」是野蠻言語，不願學習，原本懂得「神聖王國語」的臣民死了後，沒有化為惡靈留下來，只剩姆姆自己一個人懂「神聖王國語」。
與羅莎莉交談後，因為二人都沒有幾個能溝通的惡靈朋友，於是成了好友。
娜娜·娜娜（聲：近藤玲奈）
侍奉姆姆．姆姆的女僕，死後同樣化為惡靈。但因其肉體沒有被保存，不能離開莎莎·莎莎王國的範圍。
只懂「標準王國語」，認為古老的「神聖王國語」是野蠻言語，不願學習，因此與只說「神聖王國語」的國王溝通不來。
亞梓莎一行人勘測王國遺跡時，和其他臣民用古代魔法驅趕她們。在同是幽靈的羅莎莉打招呼並表明沒惡意之後，接受了她們。

### 其他角色
娜塔莉（聲：菊池紗矢香）
冒險者公會的弗拉塔村分部的接待員，與三百年前為亞梓莎進行首次冒險者登記的接待員剛好同名。初登場時剛剛接替了上一個接待員上任。
與村民一樣對很祟拜亞梓莎，是第一個發現亞梓莎已經滿級的人，被亞梓莎要求保守秘密。
性格很元氣，會好好遵守約定。一直單身，很想尋找伴侶，休息時會到處旅行去求緣的景點。
跟亞梓莎挺有緣，每次休息旅行時，都會偶然碰到亞梓莎一行人。
艾諾（聲：遠野光）
外号「洞窟的魔女」，與亞梓莎同樣是不老不死的魔女，活了150年。
擅長製造草藥藥片，但缺乏自信及害怕面對人群，一直都沒有名氣。
冒充為有名的「高原的魔女」，希望可以得到人氣，但名氣卻到了「高原的魔女」本人亞梓莎那裡。
亞梓莎聽到自己有冒充者，為免她誤作壞事使自己的名譽受損，與萊卡多番追查，終於找到化身了的艾諾。萊卡不滿艾諾冒充自己的師傅，一下子就戳破她的謊言。
為了得到建議，艾諾求助於亞梓莎。萊卡對艾諾缺乏自信、與人隔絕，跟她想要有名氣的理想相违的行為表示無法理解。亞梓莎也告訴她，要有名氣首先就要敢於出現在人前，於是艾諾就半推半就的到人類城鎮裡開店，之後也逐漸改善自己缺乏自信的性格。
因為藥片的功效極佳（能解除誤食毒蘑菇時產生的中毒反應，亞梓莎也因此獲救了幾次），自己和藥片終於揚名，並得到了「洞窟的魔女」的外号。
成名後不忘報恩，在亞梓莎二次拜訪時，將10年以上的曼德拉藥草錠作為感謝的禮物送給亞梓莎。
庫庫（聲：小岩井小鳥）
獨角兔族的吟遊詩人，剛登場時自稱是「死亡金屬系吟遊詩人」，藝名是絲琪法諾雅。
巡迴演唱時來到弗拉塔村，風格不大受村民接受，演唱途中聽者漸漸減少，只剩下亞梓莎、芙拉托緹和一少部分人。
演唱快到尾聲時，因體力不支倒下，被亞梓莎帶到高原的家，最後決定在復原之前留在高原的家作客。
被芙拉托緹作出嚴厲的評價，指她根本不適合死亡金屬風，後來決定轉型為民謠歌手。
決定轉型後，亞梓莎等人決定為她的新曲譜詞，得到芙拉托緹訓練後，演唱水平也有了進步。
別西卜來作客時邀請她參加魔族的音樂會，在音樂會中演唱《謝謝（ありがとう）》一曲，大受歡迎。
魔法師史萊姆/魔史萊（聲：島袋美由利）
魔法師的史萊姆，被亞梓莎簡稱為「魔史萊」。獨自一人住在莫達迪亞那山上。
使用魔法令自己變成人形，但是剛開始時沒法和像人類那樣正常行動跟說話，花上幾十年的修練才能正常活動。
為亞梓莎和別西卜看了看變回了史萊姆型態的法露法，知道法露法是睡覺時落枕，維持不了人形而變回了史萊姆。但是落枕好了後，又不知道怎麼變回人形。
魔史萊提出可以讓史萊姆暫時變成人形的魔法，但有很多不便，要正常活動更需要花很長的時間修練。
向亞梓莎她們指出武道家史萊姆可能有不用魔法而變成人形的方法。

### 女神
梅嘉梅加神（聲：井上喜久子）
世界的女神，可怜過勞死的相澤梓，答應給她實現不老不死的願望後把她轉生到的這個世界。
本來負責管理多個异世界（包括梓原本的世界和故事所在的异世界）的高位女神，但因為過於偏袒女性，被其他的神降格，現在只負責管理這個世界。
曾於外傳《精靈的飯》中將哈爾卡拉傳送到梓原來生活的世界。
仁丹女神（聲：真堂圭）
比梅嘉梅加神更早存在於這個世界的舊神。是仁丹教的神體。
性格比較保守，注重傳統，很難接受新的事物。會把惹怒自己的人變成蟾蜍，也喜歡用蟾蜍來威脅人。
公認亞梓莎為「世界最強人類」，知道是梅嘉梅加神安排亞梓莎轉生到這個世界。與梅嘉梅加神的爭端解決後，與亞梓莎約定如果有需要，會隨時出手幫助亞梓莎，有時也會讓亞梓莎幫忙處理一些自己不方便出手的問題。

## 出版書籍

### 輕小說
| 卷數 | SB Creative    | SB Creative                                                       | 尖端出版       | 尖端出版               |
| 卷數 | 發售日期       | ISBN                                                              | 發售日期       | ISBN                   |
| ---- | -------------- | ----------------------------------------------------------------- | -------------- | ---------------------- |
| 1    | 2017年1月14日  | ISBN 978-4-7973-9044-5                                            | 2018年7月12日  | ISBN 978-957-108-098-7 |
| 2    | 2017年4月15日  | ISBN 978-4-7973-9176-3                                            | 2018年8月16日  | ISBN 978-957-108-200-4 |
| 3    | 2017年7月15日  | ISBN 978-4-7973-9295-1                                            | 2019年1月15日  | ISBN 978-957-108-306-3 |
| 4    | 2017年10月13日 | ISBN 978-4-7973-9296-8                                            | 2019年6月6日   | ISBN 978-957-108-575-3 |
| 5    | 2018年1月15日  | ISBN 978-4-7973-9297-5 ISBN 978-4-7973-9298-2（附廣播劇CD特別版） | 2020年1月31日  | ISBN 978-957-108-803-7 |
| 6    | 2018年4月13日  | ISBN 978-4-7973-9617-1                                            | 2020年3月6日   | ISBN 978-957-108-824-2 |
| 7    | 2018年7月14日  | ISBN 978-4-7973-9619-5 ISBN 978-4-7973-9618-8（附廣播劇CD特別版） | 2020年8月4日   | ISBN 978-957-108-923-2 |
| 8    | 2018年11月15日 | ISBN 978-4-7973-9913-4                                            | 2020年10月15日 | ISBN 978-957-109-169-3 |
| 9    | 2019年3月16日  | ISBN 978-4-8156-0096-9 ISBN 978-4-8156-0097-6（附廣播劇CD特別版） | 2021年2月4日   | ISBN 978-957-109-308-6 |
| 10   | 2019年8月9日   | ISBN 978-4-8156-0274-1                                            | 2021年6月7日   | ISBN 978-957-109-999-6 |
| 11   | 2019年12月12日 | ISBN 978-4-8156-0275-8                                            | 2021年11月12日 | ISBN 978-626-308-327-1 |
| 12   | 2020年4月14日  | ISBN 978-4-8156-0559-9 ISBN 978-4-8156-0276-5（附廣播劇CD特別版） | 2022年5月17日  | ISBN 978-626-316-834-3 |
| 13   | 2020年7月14日  | ISBN 978-4-8156-0705-0                                            | 2023年2月1日   | ISBN 978-6-2635-6039-0 |
| 14   | 2020年10月14日 | ISBN 978-4-8156-0651-0 ISBN 978-4-8156-0650-3（附廣播劇CD特別版） | 2023年11月7日  | ISBN 978-6-2637-7194-9 |
| 15   | 2021年1月14日  | ISBN 978-4-8156-0706-7                                            | 2024年2月2日   | ISBN 978-6-2637-7507-7 |
| 16   | 2021年4月14日  | ISBN 978-4-8156-0708-1 ISBN 978-4-8156-0707-4（附廣播劇CD特別版） | 2025年1月14日  | ISBN 978-6-2640-3501-9 |
| 17   | 2021年6月12日  | ISBN 978-4-8156-1090-6                                            |                |                        |
| 18   | 2021年9月14日  | ISBN 978-4-8156-1091-3                                            |                |                        |
| 19   | 2021年12月14日 | ISBN 978-4-8156-1347-1                                            |                |                        |
| 20   | 2022年4月14日  | ISBN 978-4-8156-1393-8                                            |                |                        |
| 21   | 2022年8月11日  | ISBN 978-4-8156-1640-3                                            |                |                        |
| 22   | 2023年1月15日  | ISBN 978-4-8156-1873-5                                            |                |                        |
| 23   | 2023年7月15日  | ISBN 978-4-8156-2034-9                                            |                |                        |
| 24   | 2023年11月15日 | ISBN 978-4-8156-2035-6                                            |                |                        |
| 25   | 2024年8月9日   | ISBN 978-4-8156-2707-2                                            |                |                        |
| 26   | 2024年12月15日 | ISBN 978-4-8156-2708-9                                            |                |                        |
| 27   | 2025年4月15日  | ISBN 978-4-8156-2709-6                                            |                |                        |
| 28   | 2025年6月14日  | ISBN 978-4-8156-3200-7                                            |                |                        |

### 漫畫
| 卷數 | 史克威爾艾尼克斯 | 史克威爾艾尼克斯                                        | 尖端出版      | 尖端出版               |
| 卷數 | 發售日期         | ISBN                                                    | 發售日期      | ISBN                   |
| ---- | ---------------- | ------------------------------------------------------- | ------------- | ---------------------- |
| 1    | 2018年1月12日    | ISBN 978-4-7575-5582-2                                  | 2020年8月4日  | ISBN 978-957-1090-023  |
| 2    | 2018年6月22日    | ISBN 978-4-7575-5751-2                                  | 2020年8月4日  | ISBN 978-957-1090-030  |
| 3    | 2018年11月13日   | ISBN 978-4-7575-5912-7                                  | 2020年9月9日  | ISBN 978-957-1090-740  |
| 4    | 2019年4月12日    | ISBN 978-4-7575-6085-7                                  | 2021年3月12日 | ISBN 978-957-1093-253  |
| 5    | 2019年9月12日    | ISBN 978-4-7575-6286-8                                  | 2022年9月20日 | ISBN 978-626-338-369-2 |
| 6    | 2020年2月12日    | ISBN 978-4-7575-6502-9                                  | 2024年8月16日 | ISBN 978-626-377-881-8 |
| 7    | 2020年9月12日    | ISBN 978-4-7575-6749-8                                  |               |                        |
| 8    | 2021年3月12日    | ISBN 978-4-7575-7122-8 ISBN 978-4-7575-7123-5（特裝版） |               |                        |
| 9    | 2021年6月11日    | ISBN 978-4-7575-7321-5                                  |               |                        |
| 10   | 2021年12月10日   | ISBN 978-4-7575-7630-8                                  |               |                        |
| 11   | 2022年6月10日    | ISBN 978-4-7575-7630-8                                  |               |                        |
| 12   | 2022年12月12日   | ISBN 978-4-7575-8307-8                                  |               |                        |
| 13   | 2023年7月12日    | ISBN 978-4-7575-8663-5                                  |               |                        |
| 14   | 2024年2月9日     | ISBN 978-4-7575-9050-2                                  |               |                        |
| 15   | 2024年8月9日     | ISBN 978-4-7575-9353-4                                  |               |                        |
| 16   | 2025年3月12日    | ISBN 978-4-7575-9739-6                                  |               |                        |

### 衍生系列

#### 做了1500年的公務員，屈服於魔王當上大臣了
於本傳第5、7、20卷的卷尾各自收錄了一段關於別西卜的故事。三篇故事匯集外傳於2019年9月13日由SB Creative旗下叢書《GA文庫》出版成冊，同樣由紅緒擔綱插畫。改編漫畫於同月發售，連載於《GANGAN ONLINE》，由作畫。
輕小說
| 卷數 | SB Creative   | SB Creative            |
| 卷數 | 發售日期      | ISBN                   |
| ---- | ------------- | ---------------------- |
| 1    | 2019年9月13日 | ISBN 978-4-815-60116-4 |

漫畫
| 卷數 | 史克威爾艾尼克斯 | 史克威爾艾尼克斯       |
| 卷數 | 發售日期         | ISBN                   |
| ---- | ---------------- | ---------------------- |
| 1    | 2019年9月12日    | ISBN 978-4-7575-6287-5 |
| 2    | 2020年2月12日    | ISBN 978-4-7575-6503-6 |
| 3    | 2020年9月12日    | ISBN 978-4-7575-6750-4 |

#### 紅龍女子學院
於本傳第11－13、16、18、19卷的卷尾各自收錄了一段關於紅龍萊卡的故事。根據故事改編的外傳漫畫於2021年12月10日開始連載於《GANGAN ONLINE》，由羊箱作畫。
漫畫
| 卷數 | 史克威爾艾尼克斯 | 史克威爾艾尼克斯       |
| 卷數 | 發售日期         | ISBN                   |
| ---- | ---------------- | ---------------------- |
| 1    | 2021年12月10日   | ISBN 978-4-7575-7631-5 |

## 迴響
2016年6月25日，本作獲得成為小說家吧每日排名第1名。本系列自2016年11月由GA文庫出版書籍，並經多次再版與印刷。
本作於《這本輕小說真厲害！2019》文庫、Novels部門獲得第9名。
截至2018年7月，系列累積發行超過50萬本。截至2019年3月，累積發行超過100萬本。截至2020年4月，累積發行超過150萬本。截至2021年3月，累積發行超過200萬本。

## 電視動畫
改編電視動畫第1季於2021年4月至6月播放。第2季於2025年4月至6月播出。

### 宣傳、消息公佈
2019年10月19日，本作將獲改編為電視動畫的消息在YouTube、Niconico直播和Periscope直播的「GANGAN GA頻道特集『GA FES 2019』跨媒體大發表會！直播」中公布，同時公開前導視覺圖，動畫聲優沿用廣播劇CD的人選，悠木碧、本渡楓、千本木彩花、田中美海、原田彩楓、沼倉愛美、和氣杏未參演。同節目中亦宣布了輕小說《魔女之旅》動畫化的消息，插畫師紅緒為此繪畫了一幅有兩部作品主角的插畫。2020年10月9日，宣佈電視動畫定於2021年春季首播，並公開第1條宣傳片、兩張主視覺圖，以及製作人員陣容。2021年1月31日，宣佈首播日期為4月10日，並公開第2條宣傳片和再兩張主視覺圖，宣傳片中初次披露由悠木碧主唱的片頭曲。其後分別於3月27日和4月3日公開第5張和第6張主視覺圖。
2022年1月4日，GA文庫於新春特備節目公佈該文庫在2022年的改編動畫消息，於ABEMA播映。節目中公佈了將製作第2季的消息。

### 製作人員
- 原作：森田季節（GA文庫、SB Creative）
- 人物原案：紅緒
- 導演：木村延景
- 系列構成：高橋龍也
- 人物設計：後藤圭佑
- 副人物設計：本多恵美
- 美術監督：内藤健
- 色彩設計：竹澤聰
- 攝影監督：三上颯太
- 音響監督：本山哲
- 音響製作：STUDIO MAUSU
- 音樂：井內啟二
- 音樂製作：日本古倫美亞
- 動畫製作：REVOROOT
- 製作：高原魔女的家製作委員會[102]

### 主題曲
第1季
片頭曲（懶散閒適的每一天）
演唱：悠木碧，作詞：OSTER project，作曲、編曲：涼木慎二
片尾曲Viewtiful Days!
演唱：和氣杏未，作詞：坂井龍二，作曲、編曲：持田裕輔
插入曲
演唱：庫庫（小岩井小鳥），作詞：森田季節、Uyu，作曲、編曲：阿部隆大
第2季
片頭曲So☆Lucky
演唱、作詞：小倉唯，作曲、編曲：本田正樹（Dream Monster）
片尾曲
演唱：大西亞玖璃，作詞、編曲：鶴崎輝一，作曲：habana

### 各話列表
| 話數   | 標題                       | 劇本     | 分鏡               | 演出               | 作畫監督 | 總作畫監督         | 首播日期       |       |       |       |       |       |       |       |       |       |       |       |       |       |       |       |       |       |
| 第1季  | 第1季                      | 第1季    | 第1季              | 第1季              | 第1季 | 第1季              | 第1季          | 第1季 | 第1季 | 第1季 | 第1季 | 第1季 | 第1季 | 第1季 | 第1季 | 第1季 | 第1季 | 第1季 | 第1季 | 第1季 | 第1季 | 第1季 | 第1季 | 第1季 |
| ------ | -------------------------- | -------- | ------------------ | ------------------ | --- | ------------------ | -------------- | ----- | ----- | ----- | ----- | ----- | ----- | ----- | ----- | ----- | ----- | ----- | ----- | ----- | ----- | ----- | ----- | ----- |
| 第1話  | 滿級了                     | 高橋龍也 | 木村延景           | 木村延景           | 黑川步美、久保光壽                                                                                                   | 本多惠美           | 2021年 4月10日 |       |       |       |       |       |       |       |       |       |       |       |       |       |       |       |       |       |
| 第2話  | 女兒來了                   | 安永豐   | 富井七瀨           | 富井七瀨           | 池谷祥明、大嶼由葵                                                                                                   | 後藤圭佑           | 4月17日        |       |       |       |       |       |       |       |       |       |       |       |       |       |       |       |       |       |
| 第3話  | 精靈來了                   | 福島直浩 | 石倉賢一           | 今泉龍太、粂田佳之 | 今泉龍太、迎千葉瑠、谷口繁則、森谷春樹、平野翔、渡邊一平太                                                           | 後藤圭佑           | 4月24日        |       |       |       |       |       |       |       |       |       |       |       |       |       |       |       |       |       |
| 第4話  | 參加了龍族婚禮             | 安永豐   | 大川貴大           | 大川貴大           | 小島慶祐、埼玉 | 後藤圭佑           | 5月1日         |       |       |       |       |       |       |       |       |       |       |       |       |       |       |       |       |       |
| 第5話  | 出現幽靈了                 | 福島直浩 | 後藤廉德           | 後藤廉德           | 佐佐木一浩、唐遠界                                                                                                   | 後藤圭佑、本多惠美 | 5月8日         |       |       |       |       |       |       |       |       |       |       |       |       |       |       |       |       |       |
| 第6話  | 利維坦來了                 | 高橋龍也 | 木村延景、鈴木清崇 | 高田恭輔           | 原科大樹 | 後藤圭佑           | 5月15日        |       |       |       |       |       |       |       |       |       |       |       |       |       |       |       |       |       |
| 第7話  | 擊敗魔王了                 | 高橋龍也 | 小俁真一           | 小俁真一           | 黑川步美、久保光壽、大嶼由葵、池谷祥明                                                                               | 後藤圭佑           | 5月22日        |       |       |       |       |       |       |       |       |       |       |       |       |       |       |       |       |       |
| 第8話  | 高原魔女的冒牌貨出現了     | 福島直浩 | 石倉賢一           | 山本隆太           | 石井優器、金子優司                                                                                                   | 本多惠美           | 5月29日        |       |       |       |       |       |       |       |       |       |       |       |       |       |       |       |       |       |
| 第9話  | 女兒變成史萊姆後無法恢復了 | 安永豐   | 小島慶祐           | 今泉龍太、粂田佳之 | 今泉龍太、早川元基、平野翔、高梨友美、森谷春樹、谷口繁則、迎千葉瑠、渡邊一平太                                       | 本多惠美           | 6月5日         |       |       |       |       |       |       |       |       |       |       |       |       |       |       |       |       |       |
| 第10話 | 吟游詩人來了               | 安永豐   | 富井七瀨           | 富井七瀨           | 小島慶祐、埼玉 | 後藤圭佑、本多惠美 | 6月12日        |       |       |       |       |       |       |       |       |       |       |       |       |       |       |       |       |       |
| 第11話 | 吃下蘑菇變成小孩了         | 高橋龍也 | 北川朋哉、木村延景 | 柏淳志             | 池谷祥明、大嶼由葵、久保光壽                                                                                         | 後藤圭佑、本多惠美 | 6月19日        |       |       |       |       |       |       |       |       |       |       |       |       |       |       |       |       |       |
| 第12話 | 經營咖啡館了               | 福島直浩 | 小俁真一、木村延景 | 木村延景           | 池谷祥明、大嶼由葵、久保光壽、黑川步美、埼玉                                                                         | 後藤圭佑、本多惠美 | 6月26日        |       |       |       |       |       |       |       |       |       |       |       |       |       |       |       |       |       |
| 第2季  |                            |          |                    |                    | |                    |                |       |       |       |       |       |       |       |       |       |       |       |       |       |       |       |       |       |
| 第1话  |                            | 福岛直浩 | 杉岛邦久           | 神原敏昭           | 冈野幸男、儿玉光、承山菜美、                                                                                         | 儿玉光、承山菜美   | 2025年 4月5日  |       |       |       |       |       |       |       |       |       |       |       |       |       |       |       |       |       |
| 第2話  |                            | 安永豐   | 杉岛邦久           | 山本隆太           | 岡野幸男、清水明日香                                                                                                 | 儿玉光、承山菜美   | 4月12日        |       |       |       |       |       |       |       |       |       |       |       |       |       |       |       |       |       |
| 第3话  |                            | 葛原秀治 | 杉岛邦久           | 高桥雅和           | 冈野幸男、 | 儿玉光、承山菜美   | 4月19日        |       |       |       |       |       |       |       |       |       |       |       |       |       |       |       |       |       |
| 第4话  | 要去找曼德拉草了           | 葛原秀治 | 杉岛邦久           | 山本隆太           | 冈野幸男、小岛绘里、清水明日香                                                                                       | 儿玉光、承山菜美   | 4月26日        |       |       |       |       |       |       |       |       |       |       |       |       |       |       |       |       |       |
| 第5话  |                            | 福岛直浩 | 杉岛邦久           | 神原敏昭           | 大石健二、冈野幸男、清水明日香、                                                                                     | 儿玉光、承山菜美   | 5月3日         |       |       |       |       |       |       |       |       |       |       |       |       |       |       |       |       |       |
| 第6话  |                            | 福岛直浩 | 杉岛邦久           | 小野田雄亮         | 冈野幸男、清水明日香、                                                                                               | 儿玉光、承山菜美   | 5月10日        |       |       |       |       |       |       |       |       |       |       |       |       |       |       |       |       |       |
| 第7话  | 见了松树仙灵               | 安永丰   | 杉岛邦久           | 谷泽笃二           | 冈野幸男、小岛绘里、清水明日香、STUDIO MASSKET、reboot                                                               | 儿玉光、承山菜美   | 5月17日        |       |       |       |       |       |       |       |       |       |       |       |       |       |       |       |       |       |
| 第8话  | 去海水浴了                 | 安永丰   | 杉岛邦久           | 山本隆太           | 岩井優器、岡野幸男、清水明日香、松下純子、無錫月靈動画、reboot                                                       | 儿玉光、承山菜美   | 5月24日        |       |       |       |       |       |       |       |       |       |       |       |       |       |       |       |       |       |
| 第9话  |                            | 葛原秀治 | 杉岛邦久           | 神原敏昭           | 青木真理子、大石健二、岡野幸男、小島繪里、清水明日香、松下純子、劉婧、無錫月靈動画                                   | 儿玉光、承山菜美   | 5月31日        |       |       |       |       |       |       |       |       |       |       |       |       |       |       |       |       |       |
| 第10话 |                            | 福島直浩 | 杉岛邦久           | 小野田雄亮         | 岡野幸男、清水明日香、Kwon Hee-jae、Song Seung-taek、Lee jae-han、STUDIO MASSKET                                     | 儿玉光、承山菜美   | 6月7日         |       |       |       |       |       |       |       |       |       |       |       |       |       |       |       |       |       |
| 第11话 |                            | 安永豐   | 杉岛邦久           | 谷澤篤二           | 杭新華、陳玉峰、趙玲、李文静                                                                                         | 儿玉光、承山菜美   | 6月14日        |       |       |       |       |       |       |       |       |       |       |       |       |       |       |       |       |       |
| 第12话 |                            | 福島直浩 | 杉岛邦久           | 神原敏昭           | 青木真理子、大石健二、岡野幸男、小倉恭平、小島繪里、清水明日香、松下純子、Kwon Hee-jae、Song Seung-taek、Lee jae-han | 儿玉光、承山菜美   | 6月21日        |       |       |       |       |       |       |       |       |       |       |       |       |       |       |       |       |       |

### 播放電視台
日本深夜動畫：下文記載的日本国内播放時間使用日本標準時間（UTC+9）表示。因為部分時間标识會採用30小时制，因此請留意这类超过24:00的时间，其實際播放時間為翌日清晨。
| 播放日期               | 播放時間                     | 播放電視台   | 播放地區 | 備註                           |
| ---------------------- | ---------------------------- | ------------ | -------- | ------------------------------ |
| 2021年4月10日－6月26日 | 週六 21:00 - 21:30           | AT-X         | 日本全國 | CS放送 / 字幕放送 / 有重播節目 |
|                        | 週六 22:00 - 22:30           | TOKYO MX     | 東京都   |                                |
|                        |                              | BS11         | 日本全國 | BS放送                         |
|                        | 週六 22:30 - 23:00           | SUN電視台    | 兵庫縣   |                                |
|                        | 週六 23:00 - 23:30           | KBS京都      | 東京府   |                                |
| 2021年4月13日－6月29日 | 週二 1:20 - 1:50（週一深夜） | 北海道電視台 | 北海道   |                                |
| 2021年4月22日－7月8日  | 週四 1:18 - 1:48（週三深夜） | 長崎文化放送 | 長崎縣   |                                |

### BD
| 卷數  | 發行日期          | 收錄話數     | 規格編號    |
| 第1季 | 第1季             | 第1季        | 第1季       |
| ----- | ----------------- | ------------ | ----------- |
| 上卷  | 2021年6月30日     | 第1話—第6話  | COXC-1218   |
| 下卷  | 2021年7月28日     | 第7話—第12話 | COXC-1219   |
| 第2季 |                   |              |             |
| BOX   | 2025年6月25日预定 | 第1话—第12话 | COXC-1384/5 |

## 外部連結
- GA文庫特設網站（日語）
- 漫畫官方網站（日語）
- 電視動畫官方網站（日語）
- 《持續狩獵史萊姆三百年，不知不覺就練到LV MAX》官方的X（前Twitter） （日語）